# Sport Vereniging Real Saramacca
Sport Vereniging Real Saramacca é um clube de futebol surinamês sediado em Paramaribo no Suriname.
Disputa o Campeonato Surinamês de Futebol.